# Cultura popular

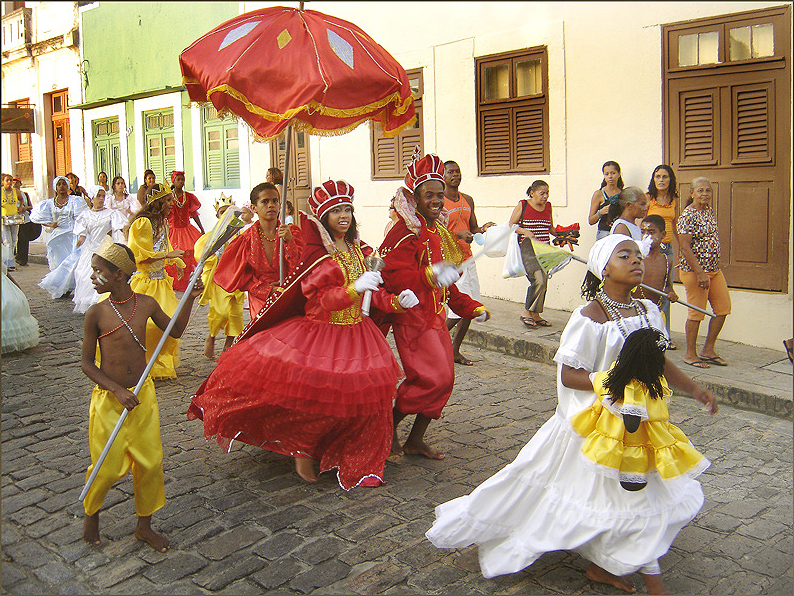
Carnaval de Pernambuco

Cultura popular pode ser definida como qualquer manifestação (dança, música, festa, literatura, folclore, arte) em que o povo produz e participa de forma ativa.

## Características
A cultura popular é o resultado de uma interação contínua entre pessoas de determinadas regiões e recobre um complexo de padrões de comportamento e crenças de um povo. Nasceu da adaptação do ser humano ao ambiente onde vive e abrange inúmeras áreas de conhecimento: crenças, artes, moral, linguagem, ideias, hábitos, tradições, usos e costumes, artesanatos, folclore, etc.
É o que diferencia e classifica um povo, é o que dá o tom e a cor a uma dada sociedade e abrange um modo de vida. Uma opinião amplamente sustentada é a de que a cultura popular tende a ser superficial. Os itens culturais que requerem grande experiência, treino ou reflexão para serem apreciados, dificilmente se tornam itens da cultura popular.
Ao contrário da 'cultura de elite', a cultura popular surge das tradições e costumes e é transmitida de geração para geração, principalmente, de forma oral. O conteúdo da cultura popular é determinado em grande parte pelas indústrias que disseminam o material cultural, como por exemplo as indústrias do cinema, televisão e editoras, bem como os meios de comunicação. No entanto, a cultura popular não pode ser descrita como o produto conjunto dessas indústrias; pelo contrário, é o resultado destas.
O mais importante na arte popular, ou cultura popular, não é o objeto produzido, mas sim o artista, o povo, a periferia, isso faz com que a arte popular seja contemporânea ao seu tempo e lugar.[carece de fontes?]
“A obra de arte popular constitui um tipo de linguagem por meio das quais os povos expressam suas lutas pela sobrevivência. Cada objeto é um momento de vida. Ele manifesta o testemunho de algum acontecimento, a denúncia de alguma injustiça”.
É ao mesmo tempo conservadora e inovadora, ligada a tradição, mas com os novos elementos que surgem com o tempo. A inspiração da cultura popular vem dos acontecimentos corriqueiros. Diferente da cultura erudita, que é aquela ensinada nas escolas, e que às vezes é vista como um “produto” e faz parte de uma elite.
Ao ver a cultura como algo amplo, sem ser um produto, chega-se a conclusão que toda cultura é por definição popular. Não existe cultura pertencente a um único grupo social, toda cultura é baseada em fatos históricos sociais que implicam na formação cultural e na aceitação de valores e costumes.

## Como surgiu
A cultura popular tem múltiplas origens. É alimentada principalmente à custa das indústrias que têm lucros a inventar e promover material cultural. Entre elas, encontram-se a indústria da música popular, cinema, televisão, rádio, bem como editoras de livros e jogos de computador.
Uma segunda fonte da cultura popular, muito diferente da primeira, é o folclore. Inclusivamente, no mundo pré-industrial, a cultura de massa como hoje é entendida não existia, existindo, no entanto, uma cultura folclórica. Esta camada anterior de cultura ainda persiste na nossa sociedade, seja, por exemplo, em forma de anedotas ou de calão, as quais se espalham pela população de boca em boca, tal como sempre aconteceu.
Apesar de ser repetidamente mortificado pelos abastecedores de cultura comercial, o público tem os seus próprios gostos e nem sempre são previsíveis quais os itens culturais a ele vendidos que obterão sucesso. Este ponto forma outro ingrediente da cultura de massa. Por outro lado, as crenças e opiniões acerca dos produtos da cultura comercial são espalhados de boca em boca, sendo modificadas no processo, tal e qual como o folclore.
Uma fonte diferente de cultura popular são as comunidades profissionais que providenciam fatos ao público, frequentemente acompanhados por interpretação. Estas incluem os media de notícias, bem como as comunidades científicas e académicas. O trabalho de cientistas e acadêmicos é usualmente minado pelos media de notícias e é transmitido ao público com ênfase em pseudofatos com poder para impressionar ou outros itens com atração inerente.
Tanto os fatos acadêmicos como as histórias das notícias são modificadas pela transmissão folclórica, sendo por vezes transformadas em perfeitas falsidades, conhecidas por mitos urbanos. Por outro lado, muitos dos mitos urbanos não têm nenhuma origem factual e foram simplesmente inventados por diversão.

### Feedback
Os trabalhadores criativos na música, cinema e televisão comercial - por exemplo, escritores de guiões (roteiros) - são, obviamente, eles próprios membros de uma sociedade cultural; na realidade, são, usualmente, membros totalmente inseridos naquela. Esse fato gera frequentemente um feedback, na medida em que a porção folclórica da cultura popular serve como uma alimentação da porção comercial. Por exemplo, os estereótipos sobre os homossexuais presentes na cultura popular podem ter uma influência importante nos filmes com personagens homossexuais. Por sua vez, isto pode originar um feedback, propagando os estereótipos, eventualmente de forma exagerada. Um exemplo mais inocente será o dos escritores dos guiões da série de desenhos animados Os Simpsons terem tido conhecimento da banda de música Kraftwerk pela boca de amigos e conhecidos - leia-se, folcloricamente - e ao mencionar a banda num dos episódios da série propagaram a fama deste grupo para milhões de outros indivíduos.

## Estudos
Embora a cultura popular não seja particularmente prestigiosa, levanta uma série de questões importantes e interessantes, tais como o modo como se dissemina ou que características são necessárias para que um item em particular se torne parte da cultura popular.
Os estudos culturais populares são uma disciplina acadêmica que estuda a cultura popular. É geralmente considerada como uma combinação de estudos de comunicação com estudos culturais.

### A sociedade de massas
A sociedade de massas formou-se durante o processo da industrialização do século XIX, através da especialização em tarefas, a organização industrial em larga escala, a concentração de populações urbanas, a centralização crescente do poder de decisão, o desenvolvimento de um complexo sistema de comunicação internacional e o crescimento dos movimentos políticos das massas.
Alan Swingewood escreveu em O Mito da Cultura de Massa (1977) que a teoria aristocrática da sociedade de massas está ligada à crise moral causada pelo enfraquecimento dos centros tradicionais de autoridade, como a família e a religião. A sociedade prevista por Ortega y Gasset (A Rebelião das Massas), T. S. Eliot e outros autores é uma dominada por massas filistinas, sem centros ou hierarquias de autoridade moral ou cultural. Nesse tipo de sociedade, a arte só consegue sobreviver se conseguir cortar as suas ligações com as massas, refugiando-se nos valores ameaçados. Ao longo do século XX, este tipo de teoria foi utilizada para distinguir a arte autônoma, pura e desinteressada da cultura de massa comercializada.

### A indústria da cultura

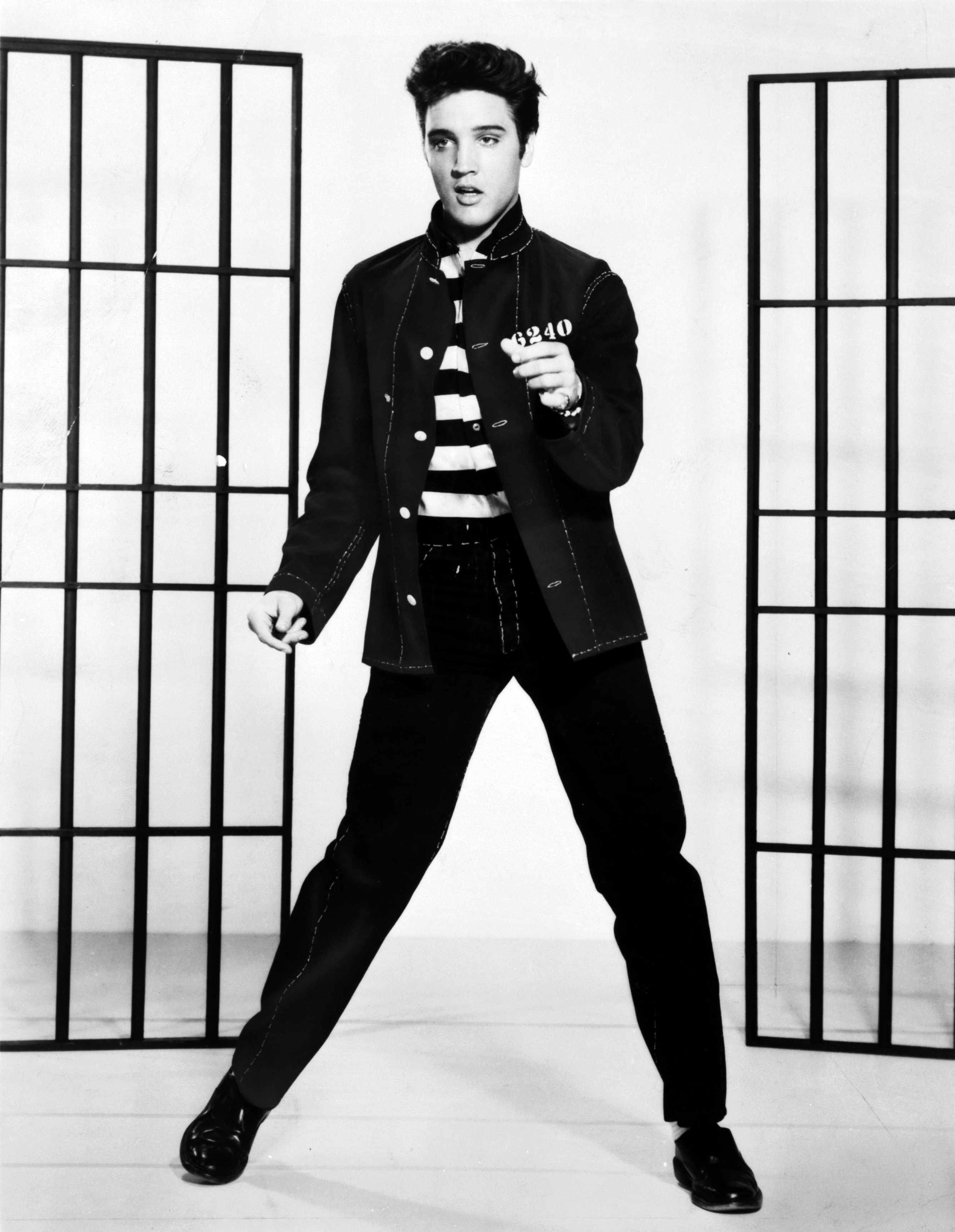
Elvis Presley, um dos símbolos da Cultura de Massa.

À primeira vista, diametralmente oposta à teoria aristocrática, a teoria da indústria da cultura foi desenvolvida pelos teóricos da Escola de Frankfurt, tais como Theodor W. Adorno, Max Horkheimer e Herbert Marcuse. Segundo estes autores, as massas são dominadas por uma indústria de cultura que obedece somente à lógica do capitalismo.

### A evolução progressiva
Uma terceira teoria acerca da cultura popular, influenciada pela ideologia liberal pluralista, é denominada frequentemente por evolucionismo progressivo e é mais optimista. Encara a economia capitalista como a criação de oportunidades para que qualquer indivíduo possa participar numa cultura completamente democratizada pela educação em massa, expansão do tempo de lazer e álbuns de música e livros baratos. Nesta visão, a cultura popular não ameaça a alta cultura, sendo uma expressão autêntica das necessidades do povo. Como escreve Swingewood (1977), neste caso não existe a questão da dominação da cultura.

### Estudos atuais
Com a queda da URSS e o surgimento de uma Nova Ordem Mundial nos anos 1990, o modelo capitalista se expande e passa a lucrar com uma cultura que atinge o mundo em uma proporção única, devido às novas tecnologias que surgiram no contexto de franco desenvolvimento da internet, impondo assim uma cultura massificada para diversos povos com culturas distintas.